# 福留義秀
福留 義秀（ふくどめ よしひで、1933年3月10日 - 2022年1月5日）は、日本の近代五種選手。1964年東京オリンピックに出場した。

## オリンピック記録
- 1964年東京オリンピック|男子個人|17位
- 1964年東京オリンピック|男子チーム|8位